# Achsarbek Abajev
Achsarbek Magometovič Abajev (14. prosince 1923, Christianovskoje – 13. května 1982, Digora) byl osetijský voják, gardový seržant a Velké vlastenecké války. Byl vyznamenán titulem Hrdiny Sovětského svazu.

## Život
Narodil se 14. prosince 1923 ve vesnici Christianskoje.
Navštěvoval Digorskou střední školu č. 2. Poté pracoval v kolchozu Partizan.
V srpnu 1942 byl povolán do Sovětské armády. Bojoval na Severokavkazské frontě. Za vojenské činy během bitvy o Kavkaz byl vyznamenán Medailí Za bojové zásluhy a Medailí Za obranu Kavkazu. Byl povýšen do hodnosti gardového seržanta.
Dne 2. listopadu 1943 během operace Kerč-Eltigen byl mezi prvními kteří dorazili na Kerčský poloostrov. Postup výsadkářů byl zastaven silnou kulometnou palbou. Abajev postupoval za nepřátelské linie načež zahájil palbu na nepřítele z ukořistěného kulometu. Během dvou dnů zabil 32 nepřátelských vojáků.
Dekretem Prezídia Nejvyšší sovět Sovětského svazu mu byl 16. května 1944 za odvahu a hrdinství prokázané při překročení Kerčského průlivu udělen titul Hrdina Sovětského svazu, Leninův řád a Medaile Zlatá hvězda.
Roku 1945 byl demobilizován. Žil a pracoval ve městě Digora, a od roku 1970 byl členem KSSS.
Zemřel 13. května 1982.